# Štefan Hojsík
Štefan Hojsík (5. června 1937 Kátov – 8. ledna 2012 Trenčín) byl slovenský fotbalový obránce. Po skončení aktivní kariéry působil jako trenér.

## Fotbalová kariéra
V československé lize hrál za Duklu Pardubice, Jednotu Trenčín a TJ Gottwaldov. Nastoupil ve 261 utkání a dal 25 gólů. V Poháru vítězů pohárů nastoupil ve 4 utkáních a dal 1 gól.

## Ligová bilance
| Ročník                                   | Zápasy | Góly | Minuty | Klub            |
| ---------------------------------------- | ------ | ---- | ------ | --------------- |
| 1. československá fotbalová liga 1959/60 | 7      | 0    | 434    | Dukla Pardubice |
| 1. československá fotbalová liga 1960/61 | 25     | 0    | 2 250  | Jednota Trenčín |
| 2. československá fotbalová liga 1961/62 | –      | –    | –      | Jednota Trenčín |
| 1. československá fotbalová liga 1962/63 | 25     | 1    | 2 250  | Jednota Trenčín |
| 1. československá fotbalová liga 1963/64 | 25     | 0    | 2 177  | Jednota Trenčín |
| 1. československá fotbalová liga 1964/65 | 26     | 4    | 2 340  | Jednota Trenčín |
| 1. československá fotbalová liga 1965/66 | 26     | 0    | 2 340  | Jednota Trenčín |
| 1. československá fotbalová liga 1966/67 | 25     | 7    | 2 340  | Jednota Trenčín |
| 1. československá fotbalová liga 1967/68 | 21     | 3    | 1 865  | Jednota Trenčín |
| 1. československá fotbalová liga 1968/69 | 25     | 6    | 2 250  | Jednota Trenčín |
| 1. československá fotbalová liga 1969/70 | 26     | 2    | 2 264  | Jednota Trenčín |
| 1. československá fotbalová liga 1970/71 | 30     | 2    | 2 700  | TJ Gottwaldov   |
| 1. liga celkem                           | 261    | 25   | 23 120 |                 |

## Trenérská kariéra
- 1976/77 Jednota Trenčín asistent
- 1978/79 Jednota Trenčín asistent
- 1979/80 Jednota Trenčín
- 1980/81 Tatran Prešov
- 1981/82 ZŤS Martin
- 1982/83 ZŤS Martin
- 1984/85 ZVL Považská Bystrica
- 1985/86 ZVL Považská Bystrica